# Baby López Fürst
Rubén López Fürst (Buenos Aires, 26 de julio de 1937-Buenos Aires, 25 de julio de 2000) fue un compositor y pianista de jazz argentino.

## Biografía
Fue traído por el estudio del piano desde los cinco años y también tocaba la guitarra, como cuando integró el grupo Los Blue Strings, que animaba los conciertos del Hot Club de Buenos Aires. Regresó al piano con Los Hot Jammers y los Picking up Timers.
Por influencia de Gerry Mulligan, al que escuchó en el Hot Club de Montevideo en 1959, dejó el dixieland para adaptar tendencias modernas como las que se observan en el LP grabado en 1966 con Jorge González en contrabajo y Néstor Astarita en batería. Otro de sus ídolos en la guitarra era Django Reinhardt en tanto sus influencias principales provenían de Teddy Wilson y Bill Evans.
Baby López Fürst vivía de la música; ya que en forma paralela al jazz, componía música para publicidad a través de la productora de jingles de Pino Solanas., algunos de los cuales como los avisos de Renault 21 y del Rural 21 Nevada entre otros, recibieron premios. También compuso música para varias películas, entre las que cabe mencionar "El faro", "Sol de otoño", "Espérame mucho" y "El desquite".
Ruben “Baby” López Fürst comenzó a actuar en la escena del jazz porteño a los catorce años en 1951. Es hermano del violinista Héctor López Fürst y del bajista Lito López Fürst. En 1966 se lanza el disco en vivo Jazz en la Universidad, grabación de un concierto (1964) en el Auditorio de la Universidad Nacional del Litoral en Santa Fe; El álbum Jazz Argentino siguió en 1967 con su trío de Jorge González (bajo) y Néstor Astarita (batería). Entre los premios que recibió López Fürst se encuentran el de la Fundación Konex al mejor solista de jazz en 1985, 1995 y 2005, y el reconocimiento en 1982 de la revista Prensario como uno de los tres mejores pianistas de jazz de Argentina. En 1997 trabajó con Ernesto Acher y Jorge Navarro en el proyecto Gershwin, el hombre que amamos.
El disco compacto "Dúo" recogió en 1994, la grabación en vivo de una de las sesiones que Baby y Jorge Navarro en la librería-bar Clásica y Moderna, de Callao al 800, con música de Porter, Ellington, Monk, Gershwin y Jobim. El CD "Jazz en buenas manos", con "You made me love you", "Close your eyes", el bolero "Una mujer" y el "Concierto de Aranjuez", de Rodrigo, fue editado por la librería-bar Opera Prima, de la calle Paraná, donde tocó los sábados durante varios años.
Falleció el 25 de julio de 2000 en la Clínica del Sol de la ciudad de Buenos Aires adonde fue llevado al sufrir un derrame cerebral.